# Homerisk slummer
Homerisk slummer (ibland hört som 'även Homeros nickar till') är ett ordspråk som syftar på ett kontinuitetsfel i en historia. Frasen myntades av den romerske poeten Horatius i verket Ars poetica.
... et idem indignor quandoque bonus dormitat Homerus
... and yet I also become annoyed whenever the great Homer nods off.
... stundom slumrar även den gode Homeros.
Uttrycket används vanligen i betydelsen "även den bäste kan fela". Fullständig lyder emellertid hexametern Indignor, quandoque bonus dormitat Homerus ("det förtryter mig för var gång den gode Homerus slumrar"). Vid sentensens citering utbytes ibland quandoque mot interdum ("ibland").